# Stadt der goldenen Schatten
Stadt der goldenen Schatten (engl. City of Golden Shadow) ist der erste Band des vierbändigen Otherland-Zyklus des amerikanischen Autors Tad Williams. Er erschien erstmals 1996. Die Welt des Buches ist in der näheren Zukunft angesiedelt, etwa in der Mitte des 21. Jahrhunderts. Ein massiv weiter entwickeltes Internet ist zu einer Art virtueller Parallelwelt geworden, in der Geschäfte getätigt werden, Freizeit verbracht wird und generell ein Großteil zwischenmenschlicher Interaktion abläuft.

## Handlung
Das Buch wechselt zwischen mehreren, parallelen Erzählsträngen, die im Laufe der Handlung teilweise miteinander verknüpft werden. Insgesamt gibt es etwa 20 wichtige Charaktere.
Eröffnung und im Folgenden stetig wiederkehrend ist die Figur des Paul Jonas, der von den Schlachtfeldern des Ersten Weltkriegs in mehr oder weniger surreale Welten abtaucht. Im Laufe des Buches stellt sich heraus, dass es sich dabei um virtuelle Szenarien des „Otherland“ handelt, die von Mitgliedern der sogenannten „Gralsbruderschaft“ erzeugt wurden. Paul Jonas wurde vom Anführer der Bruderschaft in das extrem leistungsfähige Computernetzwerk zu Testzwecken eingeschleust. Durch einen im Buch nicht aufgeklärten Sabotageakt wurde er jedoch von den Überwachungsroutinen abgekoppelt und vagabundiert nun für seine Erschaffer unauffindbar durch die verschiedenen Welten.
Auf die Gralsbruderschaft aufmerksam werden auch verschiedene andere Protagonisten, allen voran die südafrikanische Universitätsdozentin Irene („Renie“) Sulaweyo und ihr Schüler, der San ǃXabbu. Renies jüngerer Bruder Stephen ist nach ausgedehnten Streifzügen im „Netz“ in ein Wachkoma gefallen. Renie wird ein virtuelles Artefakt zugespielt, das eine Art aztekische Großstadt zeigt, eben die „Stadt der goldenen Schatten“. Renie findet heraus, dass das Schicksal ihres Bruders kein Einzelfall ist. Als sie anfängt, Nachforschungen anzustellen, werden zunächst Anschläge auf sie und ihre Familie verübt und schließlich Susan van Bleeck, ihre wichtigste Helferin, brutal ermordet.
Kurz vor ihrem Tod konnte Susan aber noch einen Hinweis auf Martine Desroubins hinterlassen, die nun zu Renie wichtigster Helferin wird, auch wenn sie, in Frankreich wohnend, nur virtuell bei ihr sein kann. Gemeinsam mit Martine begeben sich Renie und ǃXabbu nach „TreeHouse“, einer Art Hackerbezirk im virtuellen Raum. Sie treffen dort den Hacker Singh, der vor vielen Jahren an einem Projekt namens „Otherland“ mitgewirkt hat und feststellen musste, dass in den letzten Monaten sämtliche Projektbeteiligten außer ihm selbst unter merkwürdigen Umständen zu Tode gekommen sind.
Nach weiteren Anschlagversuchen flüchtet Renie gemeinsam mit ihrem Vater Joseph, Susan van Bleecks Hausangestelltem Jeremiah und ǃXabbu in einen verlassenen Militärstützpunkt. Dort finden sie genügend leistungsfähige Hardware, um Singh bei seinem Versuch zu begleiten, in „Otherland“ einzudringen.
In einem unabhängigen Handlungsstrang bewegt sich der amerikanische Teenager Orlando Gardiner in „Mittland“, einem Online-Rollenspiel. Sein Charakter Thargor wird bei einem Kampf getötet, weil er bzw. Orlando ebenfalls von einem Bild der goldenen Stadt abgelenkt ist, das plötzlich in der Simulation erscheint. Gemeinsam mit Fredericks, der als Pithlit gemeinsam mit ihm durch Mittland streift, macht Orlando sich auf die Suche nach dem Ursprung des Bildes. Auch Orlando und Fredericks landen in „TreeHouse“, können dort aber zunächst nichts in Erfahrung bringen. Orlando knüpft aber später erneuten Kontakt zur Bösen Bande, „Einwohnern“ von TreeHouse, die ihn und Fredericks mit Singh in Kontakt bringen, gerade als dieser ins „Otherland“ einbricht. Orlando leidet im realen Leben an Progerie und hat nur noch eine sehr geringe Lebenserwartung, Fredericks heißt in Wirklichkeit Salome (genannt Sam) und ist ein Mädchen.
Ein dritter Handlungsstrang beschreibt das Leben des zehnjährigen Mädchens Christabel Sorensen, das in behütetem Elternhaus in einer Militärsiedlung aufwächst. Dort lebt auch der alte Herr Sellars, der dort seit vielen Jahren unter Hausarrest steht. Er gewinnt Christabels Vertrauen und verschwindet mit ihrer Hilfe aus seinem Haus.
Schließlich gibt es noch den psychopathischen Mörder Dread, der in verschiedener Leute Auftrag andere Menschen umbringt und nebenbei Frauen „jagt“ und tötet. Auch der Anführer der Gralsbruderschaft bedient sich seiner, wobei er mit Dread lediglich in einer Simulationswelt kommuniziert, in der er sich als ägyptischer Gott Osiris darstellt.
Nach etwa drei Vierteln des Buches wechselt der virtuelle Plot ins „Otherland“. Singh konnte die Überwachungsmechanismen unterwandern, wird dabei aber selbst getötet. Renie, ǃXabbu, Martine, Orlando, Fredericks und weitere Protagonisten finden sich aber tatsächlich in einer extrem realitätsnahen Simulation einer aztekischen Hochkultur wieder, deren Zentrum die besagte goldene Stadt bildet. Sie werden dort zum „Gottkönig“ gebracht, hinter dem sich der schwerreiche Industrielle Bolivar Atasco verbirgt. Er war früher selbst Mitglied der Gralsbruderschaft und hat diese Simulation zur persönlichen Zerstreuung errichtet. Mittlerweile ist er wegen Meinungsverschiedenheiten aus der Bruderschaft ausgetreten, nutzt aber weiter das Simulationssystem „Otherland“.
Als eigentlicher Akteur hinter den verschiedenen Visionen von der goldenen Stadt, denen Renie und die anderen gefolgt sind, stellt sich schließlich Herr Sellars heraus. Er hat, so berichtet er bei einer Art Konferenz im Besprechungssaal des Gottkönigs Atasco, im Laufe der letzten Jahre Merkwürdigkeiten bei Daten- und Finanztransaktionen im Netz beobachtet, in deren Mittelpunkt die besagte Gralsbruderschaft steht. Da diesen Merkwürdigkeiten in der Realwelt nicht auf den Grund zu gehen war, u. a. weil sämtliche von ihm auf die Gralsbrüder angesetzten Informanten plötzlich verstorben sind, hat er sich entschlossen, dem Problem mit Hilfe von Mitstreitern im Otherland auf den Grund zu gehen. Diese Mitstreiter sind dabei, so Sellars, so ausgewählt, dass sie ein persönliches Interesse an der Aufklärung der Vorgänge haben, zum Beispiel Renie wegen ihres katatonischen Bruders.
Weder können Sellars und Atasco sich erklären, warum die Sicherheitsbarrieren um Otherland herum so aggressiv sind, wie die Mitstreiter es berichten, noch, warum keiner dieser Mitstreiter die Simulation wieder verlassen kann. Insbesondere können Renie und die anderen auch ihre eigenen Parameter nicht beeinflussen, sodass zum Beispiel ǃXabbu in der Gestalt eines Pavians gefangen ist oder Orlando und Fredericks in ihren Thargor- und Pithlit-Charakteren stecken.
Noch während der Konferenz mit Sellars und Atasco im Aztekentempel startet Dread einen Angriff auf das Anwesen von Atasco in der Realwelt, der im Auftrag des Leiters der Gralsbruderschaft stattfindet. Dread tötet Atasco und seine Frau und bekommt gleichzeitig Einblick in die Besprechung mit Sellars. Dread beschließt, die Informationen darüber zunächst für sich zu behalten, sodass die Gralsbruderschaft einstweilen nichts davon erfährt.
Nachdem die Versammlung so plötzlich gesprengt ist, leitet Sellars die Übrigen zur Flucht an. Die verschiedenen Phantasiewelten im Otherland sind jeweils durch einen Fluss verbunden, über dessen äußeren Rand man in eine andere Simulation überwechseln kann. Dies erklärt zum einen die Erlebnisse von Paul Jonas (der bis zum Schluss des Buches nicht mit den anderen Protagonisten zusammentrifft), der auf diese Weise im Verlauf der Erzählung bereits mehrere Welten bereist hat. Andererseits flüchtet die bunte Gruppe um Renie so aus der Aztekenwelt, da sie sich nun ebenfalls verfolgt sehen. Das Buch endet damit, dass die Gruppe in einer Welt landet, in der sie Insektengröße hat.

## Stil
Williams entwirft eine Zukunftsvision, die auf dem Fortschreiben verschiedener aktueller Entwicklungen beruht. Wichtigster Teil ist dabei die technische Weiterentwicklung des heutigen Internet, aber auch gesellschaftliche Tendenzen wie „Ghettoisierung“, größer werdende Unterschiede zwischen Arm und Reich sowie technologischer Fortschritt im Allgemeinen. Außerdem spielen auch politische Entwicklungen wie die zunehmende Macht international agierender Multikonzerne eine Rolle.
Das Buch ist in der dritten Person in der Vergangenheitsform geschrieben und in vier Abschnitte mit insgesamt 39 Kapiteln und dem Vorspann unterteilt. Jedes Kapitel beginnt dabei mit einem kurzen Zitat einer Nachrichtenmeldung, die die Zustände der Welt im Buch widerspiegeln soll und meistens nichts mit dem anschließenden eigentlichen Kapiteltext zu tun hat. Innerhalb eines Kapitels wird fast immer der Erzählstrang beibehalten. Williams schreibt klar und verzichtet auf übermäßige Verwendung von Wortneuschöpfungen zur Beschreibung technologischer Neu- und Weiterentwicklungen. Die Perspektive ist die eines allwissenden Erzählers, der sowohl „öffentliche“ Handlungen beschreibt als auch den inneren Zustand jedes Protagonisten jederzeit kennt.